# Кукелевщина (Минский район)
Кукелевщина (бел. Ку́келеўшчына) — деревня в Минском районе Минской области Республики Беларусь. В составе Шершунского сельсовета.

## География
Пролегает дорога Н8965.
Ближайшие населённые пункты Довборово, Средняя и др.

## Этимология
Название от одноосновного балтско-литовского имени Кукель, Kukelis. Корень в нем как в современной литовском фамилии Kukas.
В Переписи войска ВКЛ 1528 г. в реестре гродненских бояр упоминается "Лавринъ Кукелевичъ" (Лаврин, сын Кукеля).
Рядом с Кукелевщиной деревня Довборово, от балтско-литовского двухосновного имени Daubaras.
Того же именного происхождения и название бывшей деревни Кукели (около Токаревщины) здесь же в окрестностях Радошковичей, в 25 км от Кукелевщины. Оба названия могут быть от имени одного и того же лица.

## История
В 1905 году в Радошковской волости Вилейского уезда Виленской губернии.

## Население

### Численность
- 2009 год — 1 человек

### Динамика
- 1905 год — 69 человек (32 муж. и 37 жен.)[2]
- 1999 год — 12 человек (перепись населения)
- 2009 год — 1 человек (перепись населения)[2]

## Достопримечательность
- Родник «Святые криницы» — гидрологический памятник природы республиканского значения. В 2 километрах на юг от деревни.